# その気××× (mistake)
「その気×××(mistake)」（そのきミステイク）は、大沢誉志幸の4枚目のシングル。1984年（昭和59年）4月1日にEPICソニーよりレコード盤でリリースされた。

## 解説
同年発売のアルバム『CONFUSION』からの先行シングル曲。ただしシングル版とアルバム版はアレンジが若干異なる。化粧品会社・資生堂の「1984サマー・キャンペーン」イメージソングおよび、ファンデーション「サンフレア」・日焼け止め剤「ヌーダ ブロンズオイル」のコマーシャルソングに起用された（イメージモデルおよびCM出演：セリア・キャロン）。CMのキャッチフレーズは、「この夏、その気。（サンフレアで夏遊び／大胆ブロンズ）」。
この楽曲のヒットにより、大沢はリリース同年の6月18日放送分フジテレビ系『夜のヒットスタジオ』でテレビに初出演し、生パフォーマンスを披露した（同日には来日していたガゼボも出演していた）。
2008年（平成20年）にデビュー25周年を記念して、新たな2種類のアレンジでセルフカバーされ、アルバム『Season's greetings II 〜夕凪〜』に収録された。

## 収録曲
1. その気×××(mistake)　（4分16秒）
  - 作詞：銀色夏生／作曲：大沢誉志幸／編曲：大村雅朗
2. CAB DRIVER　（5分01秒）
  - 作詞：銀色夏生／作曲：大沢誉志幸／編曲：大村雅朗

アルバム『SCOOP』に収録されている楽曲。

## バージョン
「その気×××(mistake)」にはいくつかのバージョンが存在し、各アルバム・シングルに収録されている。
- シングルバージョン　（4分16秒） - 編曲：大村雅朗
  - 「その気×××(mistake)」シングル
  - 『TraXX －Yoshiyuki Ohsawa Single Collection－』
- アルバムバージョン　（4分30秒） - 編曲：大村雅朗
  - 『CONFUSION』
  - 『Frenzy』
- 25th ver.（セルフカバー）　（4分15秒） - 編曲：大澤誉志幸、村田陽一（ホーン・アレンジ）
  - 『Season's greetings II 〜夕凪〜』
- Acoustic ver.（セルフカバー）　（4分28秒） - 編曲：大澤誉志幸
  - 『Season's greetings II 〜夕凪〜』

## 参考資料
- アルバム『CONFUSION』（EPICソニー、1984年）
- アルバム『TraXX －Yoshiyuki Ohsawa Single Collection』（ソニー・ミュージックダイレクト、2010年）
- アルバム『Season's greetings II 〜夕凪〜』（ユニバーサルミュージック、2008年）